# Ryan Ejim
Ryan Chidozie Ejim (Brampton (Ontario), Canadá, 31 de octubre de 1993) es un jugador de baloncesto profesional canadiense con pasaporte nigeriano. Mide 2,01 metros y juega en la posición de ala-pívot. 

## Carrera deportiva
Es un jugador natural de Brampton (Ontario) que puede alternar las posiciones de alero y pívot formado en St.Augustine S.S. donde cursa estudios secundarios y a nivel universitario ingresa en la Humber College donde logra unas medias de 10,3 puntos y 5 rebotes en su campaña final con los Hawks. 
Tras Humber College pasaría a los York Lions de la Universidad York (conferencia OUA – Ontario University Athletics – de U Sports, liga universitaria de Canadá), donde lograría unas medias de 15,4 puntos, siendo el séptimo reboteador (8 por partido) y quinto taponador (1,4 por partido) de su conferencia. 
Posteriormente se marcha a los Carleton Ravens de la Universidad de Carleton, en la que tras una temporada como redshirt en la que solo puede entrenar con el equipo por las normas universitarias, jugaría sus dos últimos años colegiales. En dichas temporadas, Ryan alcanza unos promedios de 9,5 puntos (con un 50,3% en tiros de campo) y 5,1 rebotes en la 15-16 y 6,7 puntos (con un 62,7% de acierto) y 5,1 rebotes en la 16-17, contribuyendo a dos títulos nacionales consecutivos de los Carleton Ravens en la U Sports. En sus temporadas en Carleton recibe las nominaciones al All-Star Team de la Final-8 de U Sports en 2016 y al segundo equipo All-Star de su conferencia OUA en la 2017, teniendo además un papel destacado en ambas finales nacionales.
En 2017 jugaría en los Niagara River Lions de la NBL canadiense. Posteriormente se marchó a Europa para jugar en el Basquetebol do Sport Clube Lusitânia de la Liga Portuguesa de Basquetebol. En Portugal sufrió una lesión de rodilla, que lo mantuvo fuera de competición durante varios meses.
El 20 de septiembre de 2018 llega a España para jugar en las filas del Gijón Basket de Liga EBA. En Gijón jugó 740 minutos en 25 partidos, logrando una valoración total de 585 (una media de 23,4 por partido), y consiguiendo 450 puntos, en una media de 18 por partido.
Regresó a su país, donde disputó la Canadian Elite Basketball League con los Hamilton Honey Badgers y los Saskatchewan Rattlers. Con ese último equipo se consagraría campeón de la temporada.
En verano de 2019, firma por el Enerdrink UDEA Baloncesto Algeciras de la Liga LEB Plata con el que disputa 11 partidos en los que promedia 11,9 puntos, 7,6 rebotes, 1,9 asistencias y 13,5 créditos de valoración con unos porcentajes de tiro del 50% en tiros de 2 puntos, 8,3% en triples y 66,7% en tiros libres.
A mitad de la temporada 2019-20, el 6 de diciembre de 2019 firma con Albacete Basket de LEB Plata, con el que promedia 17,8 puntos, 9,5 rebotes y una valoración de 21,9 puntos en los más de 32 minutos que disputaba de media por encuentro.
El 26 de agosto de 2020, se convierte en jugador del Levitec Huesca de la Liga LEB Oro. Pero el 2 de octubre rescindió su contrato con el club, debido a que unas pruebas médicas le detectaron una tendinitis crónica en la rodilla derecha, por lo que terminó regresando al Albacete Basket de la Liga LEB Plata.

## Vida privada
Ejim tiene una hermana -Yvonne Ejim- y tres hermanos -Kenny, Deon y Melvin Ejim- que también han jugado profesionalmente baloncesto.